# Мешкаускас, Викторас
Викторас Мешкаускас (лит. Viktoras Meškauskas; род. 4 ноября 1970, Пабраде, Швенчёнский район) — советский и литовский легкоатлет, специалист по спортивной ходьбе. Выступал за сборные СССР и Литвы по лёгкой атлетике в 1989—1999 годах, победитель первенств всесоюзного и республиканского значения, действующий рекордсмен Литвы в ходьбе на 30 км, участник летних Олимпийских игр в Барселоне. Представлял Вильнюс, спортивные общества «Жальгирис» и «Динамо».

## Биография
Викторас Мешкаускас родился 4 ноября 1970 года в городе Пабраде Литовской ССР. Занимался лёгкой атлетикой в Вильнюсе, выступал за спортивные общества «Жальгирис» и «Динамо».
Впервые заявил о себе на международном уровне в сезоне 1989 года, когда вошёл в состав советской сборной и выступил на юниорском европейском первенстве в Вараждине, где в зачёте ходьбы на 10 000 метров стал шестым.
В 1990 году одержал победу на чемпионате Литвы в дисциплине 20 км.
В 1991 году в ходьбе на 20 км одержал победу на домашних соревнованиях в Алитусе, установив при этом личный рекорд — 1:21:44. На домашнем старте в Друскининкае установил ныне действующий национальный рекорд в ходьбе на 30 км — 2:09:05.
Благодаря череде удачных выступлений удостоился права представлять Литву на летних Олимпийских играх 1992 года в Барселоне — в программе ходьбы на 20 км показал время 1:33:24, расположившись в итоговом протоколе соревнований на 26-й строке.
В 1993 году принимал участие в чемпионате мира в Штутгарте, в 20-километровой дисциплине с результатом 1:28:57 занял 25-е место.
В 1994 году на чемпионате Европы в Хельсинки сошёл с дистанции в ходьбе на 20 км.
В 1995 году на Кубке мира по спортивной ходьбе в Пекине показал 38-й результат в личном зачёте 20 км.
В 1996 году на Кубке Европы в Ла-Корунье не финишировал.
На Кубке Европы 1998 года в Дудинце занял в ходьбе на 20 км 52-е место.
В 1999 году на Кубке мира в Мезидон-Канон в той же дисциплине показал на финише 36-й результат.
В 2001 году окончил Вильнюсский педагогический университет по специальности «учитель физической культуры». Работал тренером по лёгкой атлетике, с 2008 года отвечал за подготовку ходоков национальной сборной Литвы. Подготовил ряд титулованных спортсменов международного уровня, в частности один из его учеников Артур Мастяница участвовал в Олимпийских играх 2016 года.